# Park Bio
Park Bio, oprindeligt Park Teatret, er en biograf på Østerbrogade 79 i København. Biografen, som er en viderførelse af Danmarks ældste, blev indviet 31. oktober 1926 og har en af de største sale med plads til 238 gæster. 
Benjamin Christensen havde allerede i 1922 sammen med Københavns Idrætspark fået bevilling til at drive biograf på Østerbro. Det blev til Park Teatret. 
Bygningen indgår i den nyklassicistiske randbebyggelse omkring Østerbro Stadion og er ligesom Øbro Hallen tegnet af Arthur Wittmaack og Vilhelm Hvalsøe.
Biografen lukkede en kort periode i 1936 for at installere et mere moderne toneanlæg. Første film, der debuterede med det nye anlæg, var En kvinde i nettet. Samme år, i anledning af biografens 10 års fødselsdag, holdt borgmester Peder Nielsen Hedebol en festtale til publikummet. Men året efter, i 1937 kl. 2 om natten 30. december, udbrød der en kraftig brand på grund af et efterladt cigaretskod i en loge. Kun billedhuggeren Axel Poulsens relieffer i forhallen var uskadt. Branden afstedkom et tidligt eksempel på rygeforbud. Park Teatret blev dog genopbygget i samme skikkelse af de samme arkitekter.
Park Teatret var den første biograf i Danmark hvor man kunne høre MGM's lydsystem Perspecta Stereofonisk Lyd. Det var med filmen Forrådt i slutningen af 1954 på de nye Bauer B12 maskiner.
I december 1970 blev Park Teatret moderniseret for 200.000 kr., men lukkede i midten af 1970'erne. Den oprindelige vestibule – hvor Poulsens relieffer stadig hænger – og biograflokale blev først en Irma-forretning, for dernæst at blive en Fakta i 1993 og senere en Nettobutik. Den nye og nuværende biograf, Park Bio, åbnede senere på Park Teatrets tidligere balkon.